# بقلة قبرصية
البقلة القبرصية (باللاتينية: Portulaca cypria) نوع نباتي يتبع جنس البقلة من الفصيلة الرجلية.

## البيئة والانتشار
موطنه بلاد الشام ومصر والمغرب العربي وقبرص وصقلية وكورسيكا.